# Sternocera castanea
Sternocera castanea är en skalbaggsart som först beskrevs av A. G. Olivier 1790.  Sternocera castanea ingår i släktet Sternocera och familjen praktbaggar. Inga underarter finns listade i Catalogue of Life.

## Bildgalleri

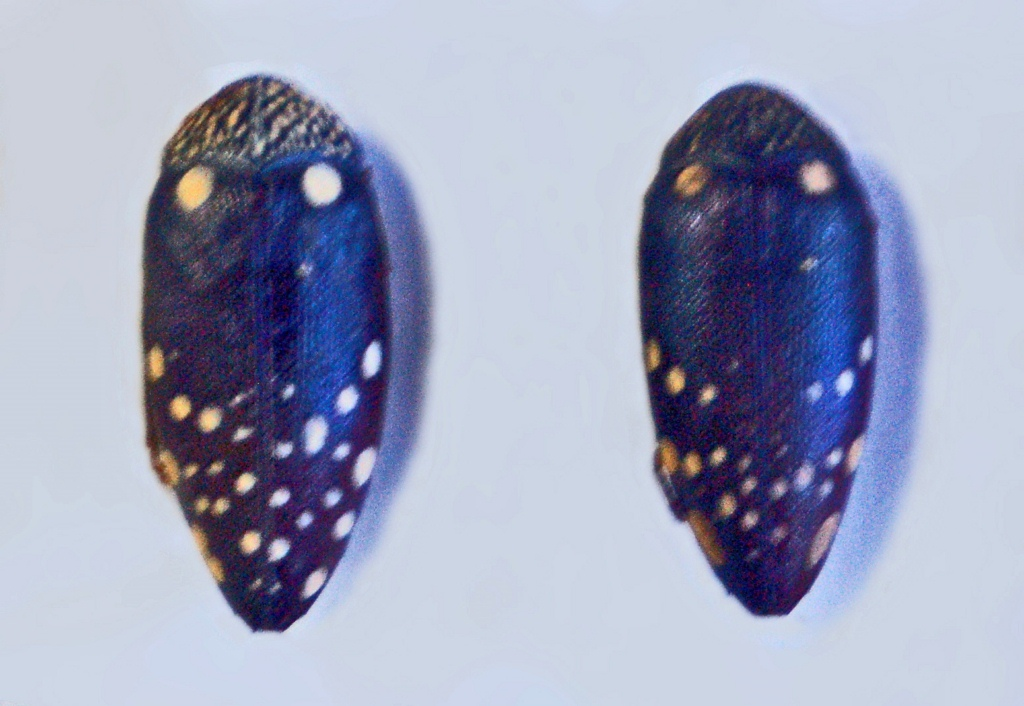
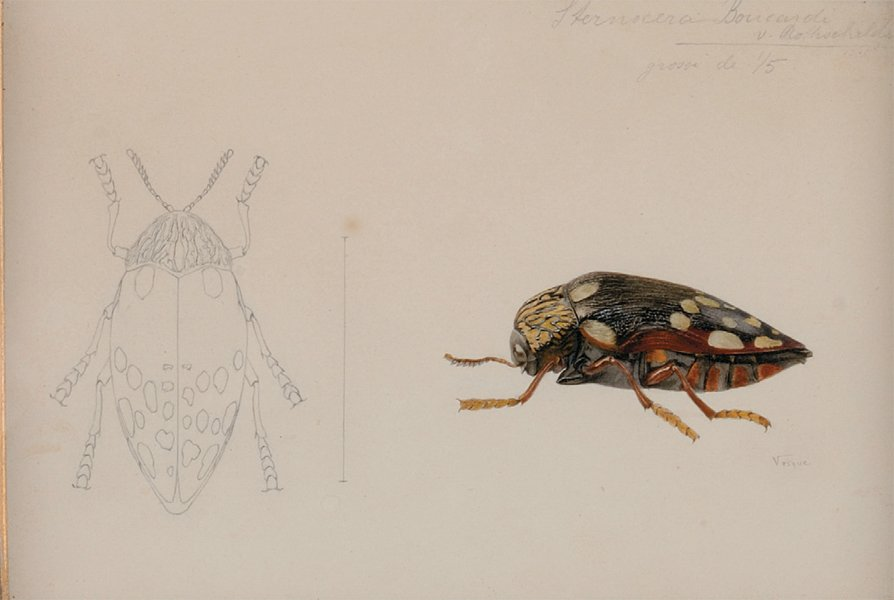
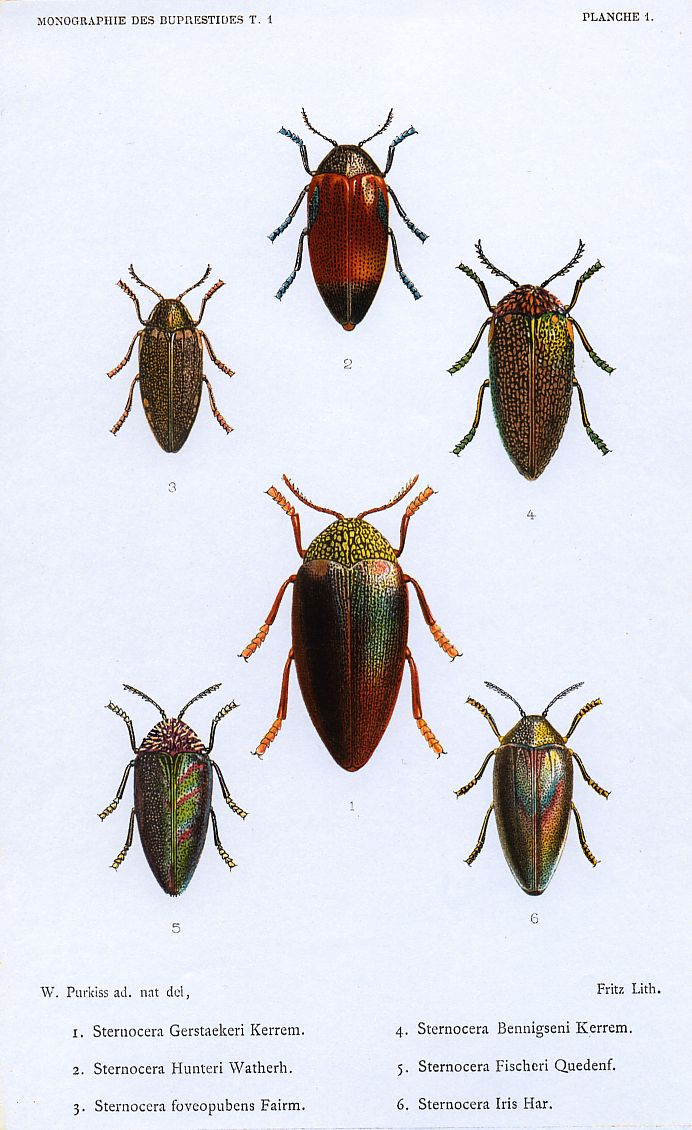
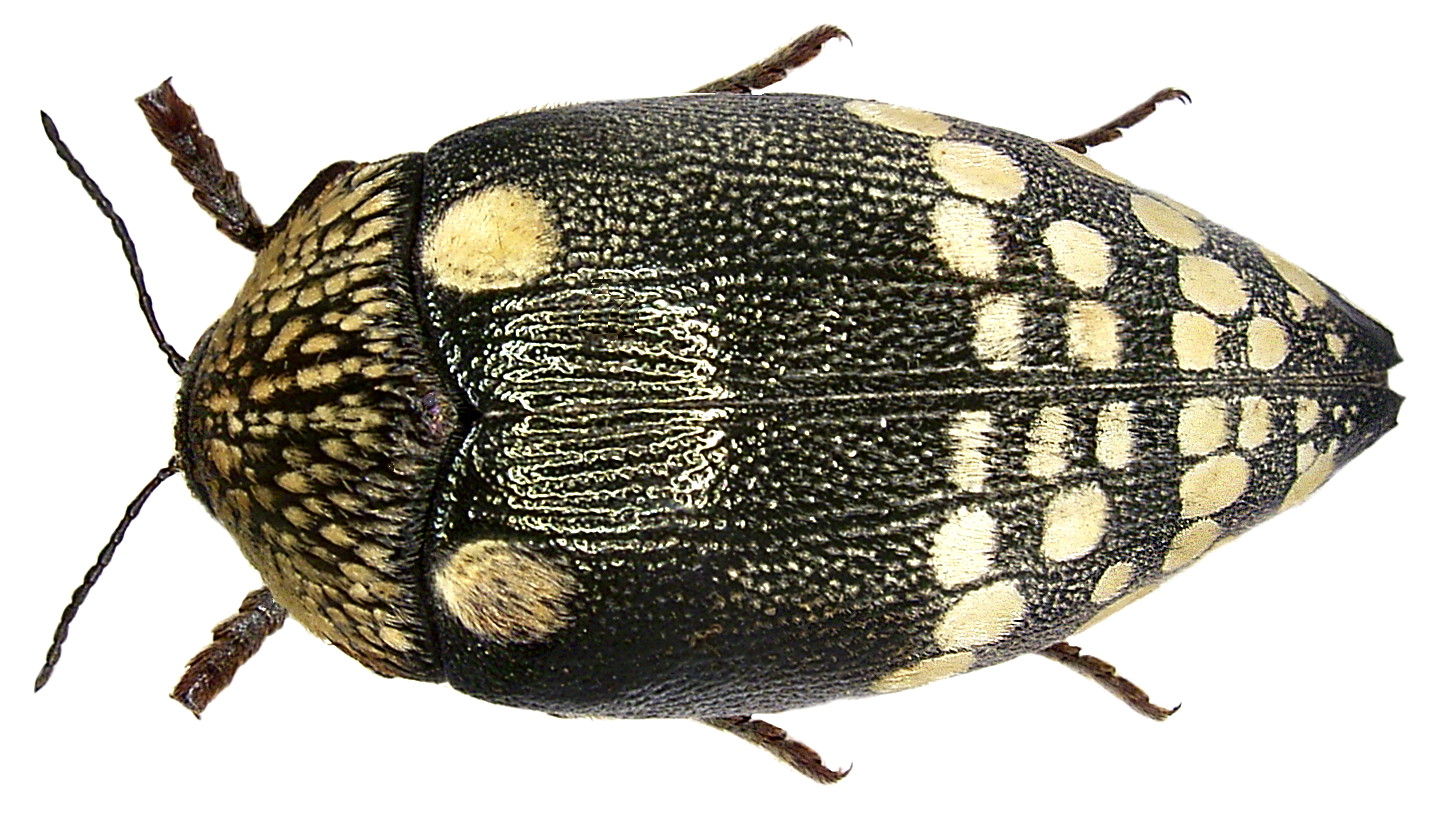
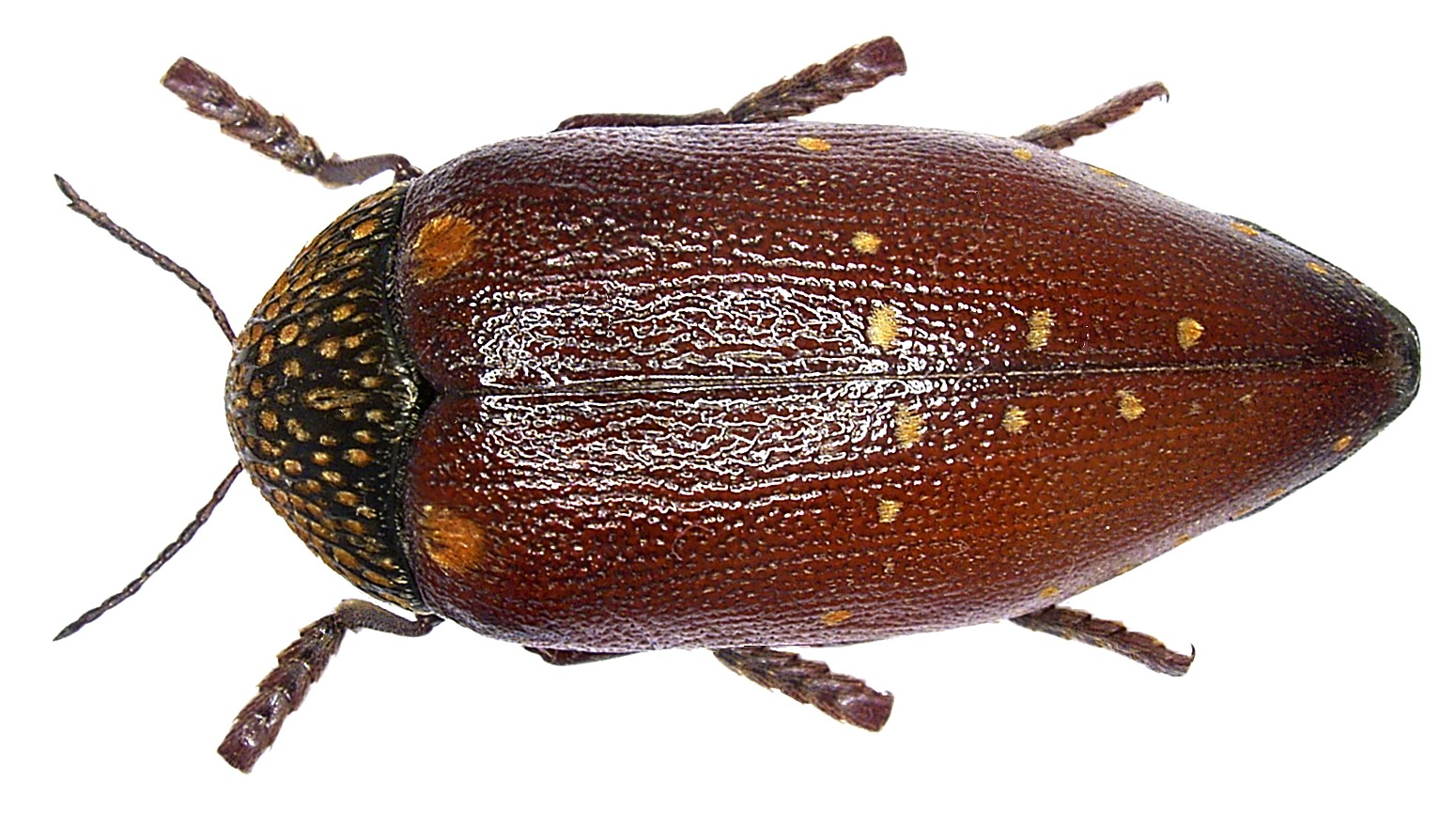
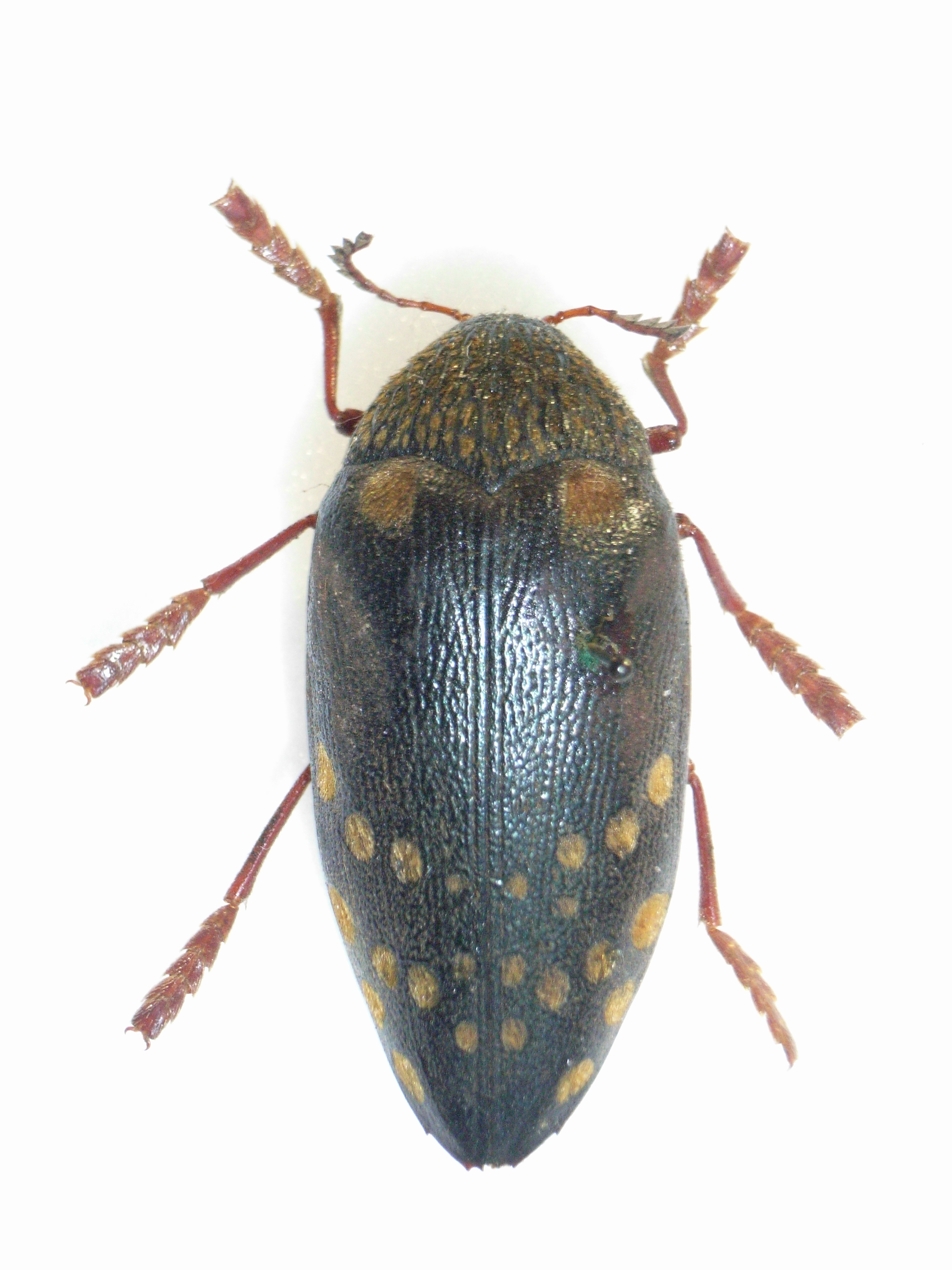